# 1127년

## 연호
- 북송(北宋) 정강(靖康) 2년
- 남송(南宋) 건염(建炎) 원년
- 금(金) 천회(天會) 5년
- 일본(日本) 다이지(大治) 2년
- 서하(西夏) 원덕(元德) 9년 / 정덕(正德) 원년
- 리 왕조(李朝) 티엔푸카인토(天符慶壽) 원년

## 기년
- 북송(北宋) 흠종(欽宗) 2년
- 남송(南宋) 고종(高宗) 원년
- 금(金) 태종(太宗) 5년
- 고려(高麗) 인종(仁宗) 5년
- 서하(西夏) 숭종(崇宗) 42년
- 리 왕조(李朝) 인종(仁宗) 56년

## 사건
- 1월, 금이 수도 개봉을 공격하였고 그로인해 휘종,흠종등의 많은 왕실의 사람들이 금에게 끌려가면서 북송 멸망.
- 6월, 흠종의 동생인 고종이 강남 지역에 남송을 세움.

## 탄생
- 5월 23일 - 고려의 제18대 임금 의종. (~1173년)
- 11월 27일 - 남송의 제2대 황제 남송 효종. (~1194년)

### 미상
- 중국의 왕조 남송. (~1279년)
- 앙리 1세 드 샹파뉴 백작. (~1181년)